# Họ Bọ cuốn lá
Bọ cuốn lá, tên khoa học Attelabidae, là một họ bọ cuốn lá phân bố rộng rãi. Họ này có hơn 2000 loài. Chúng cũng nằm trong nhóm bọ có vòi nguyên thủy, do râu của nó thẳng và cắm gần hốc mũi. Phần trước ngực thì hẹp hơn so với phần gần cách cứng trên bụng.
Vị trí phát sinh loài của họ này cùng với liên họ Curculionoidea based dựa trên 18S ribosomal DNA và dữ liêu hình thái được đề xuất như sau:

|  | Nemonychidae |
|  |              |
|  | Anthribidae  |
|  |              |

|  | Caridae                                                     |
|  |                                                             |
|  | \| \| Brentidae \| \| \| \| \| \| Curculionidae \| \| \| \| |
|  |                                                             |
|  | Brentidae                                                   |
|  |                                                             |
|  | Curculionidae                                               |
|  |                                                             |

|  | Brentidae     |
|  |               |
|  | Curculionidae |
|  |               |

|  | Caridae                                                     |
|  |                                                             |
|  | \| \| Brentidae \| \| \| \| \| \| Curculionidae \| \| \| \| |
|  |                                                             |
|  | Brentidae                                                   |
|  |                                                             |
|  | Curculionidae                                               |
|  |                                                             |

|  | Brentidae     |
|  |               |
|  | Curculionidae |
|  |               |

|  | Caridae                                                     |
|  |                                                             |
|  | \| \| Brentidae \| \| \| \| \| \| Curculionidae \| \| \| \| |
|  |                                                             |
|  | Brentidae                                                   |
|  |                                                             |
|  | Curculionidae                                               |
|  |                                                             |

|  | Brentidae     |
|  |               |
|  | Curculionidae |
|  |               |

|  | Caridae                                                     |
|  |                                                             |
|  | \| \| Brentidae \| \| \| \| \| \| Curculionidae \| \| \| \| |
|  |                                                             |
|  | Brentidae                                                   |
|  |                                                             |
|  | Curculionidae                                               |
|  |                                                             |

|  | Brentidae     |
|  |               |
|  | Curculionidae |
|  |               |

|  | Nemonychidae |
|  |              |
|  | Anthribidae  |
|  |              |

|  | Caridae                                                     |
|  |                                                             |
|  | \| \| Brentidae \| \| \| \| \| \| Curculionidae \| \| \| \| |
|  |                                                             |
|  | Brentidae                                                   |
|  |                                                             |
|  | Curculionidae                                               |
|  |                                                             |

|  | Brentidae     |
|  |               |
|  | Curculionidae |
|  |               |

|  | Caridae                                                     |
|  |                                                             |
|  | \| \| Brentidae \| \| \| \| \| \| Curculionidae \| \| \| \| |
|  |                                                             |
|  | Brentidae                                                   |
|  |                                                             |
|  | Curculionidae                                               |
|  |                                                             |

|  | Brentidae     |
|  |               |
|  | Curculionidae |
|  |               |

|  | Caridae                                                     |
|  |                                                             |
|  | \| \| Brentidae \| \| \| \| \| \| Curculionidae \| \| \| \| |
|  |                                                             |
|  | Brentidae                                                   |
|  |                                                             |
|  | Curculionidae                                               |
|  |                                                             |

|  | Brentidae     |
|  |               |
|  | Curculionidae |
|  |               |

|  | Caridae                                                     |
|  |                                                             |
|  | \| \| Brentidae \| \| \| \| \| \| Curculionidae \| \| \| \| |
|  |                                                             |
|  | Brentidae                                                   |
|  |                                                             |
|  | Curculionidae                                               |
|  |                                                             |

|  | Brentidae     |
|  |               |
|  | Curculionidae |
|  |               |

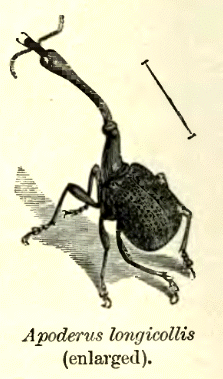

Một số loài trong họ này có cổ dài, và một số loài được gọi là Giraffe weevil. Ít loài là động vật gây hại cho nông nghiệp chính. Ấu trùng của phân họ Rhynchitinae ăn hoa và quả, hoặc là sâu ăn lá. Phân họ Attelabinae là loài cuốn lá. Con cái cắt lá để đẻ trứng, và cuộn phần lá để cho ấu trùng ăn.

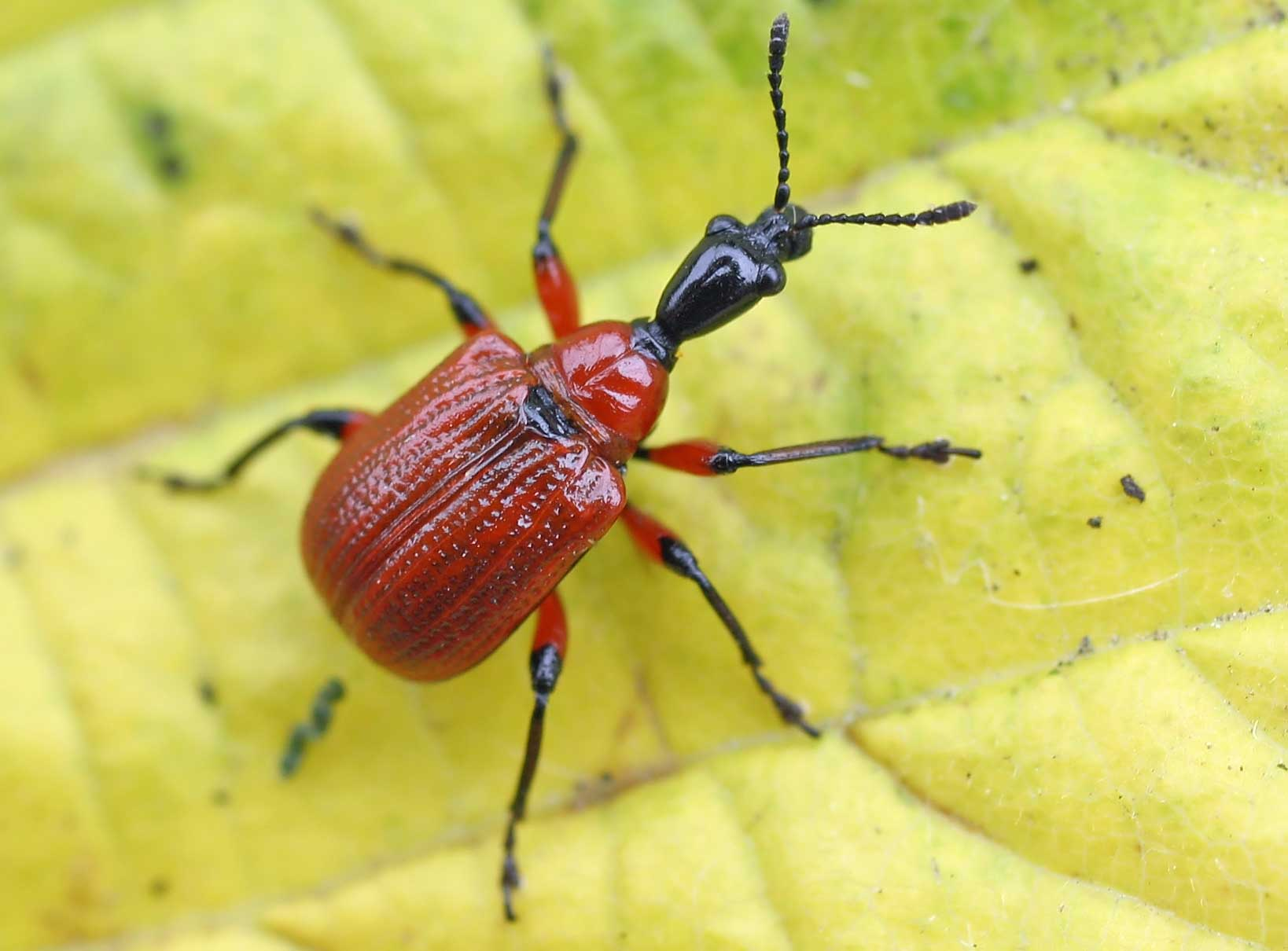
Apoderus coryli

## Hình ảnh

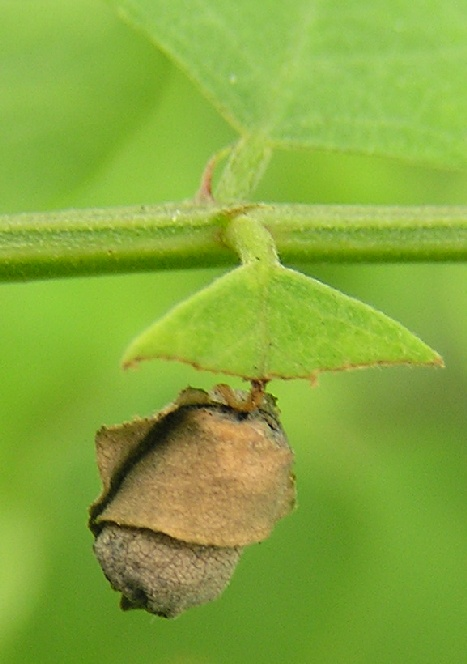
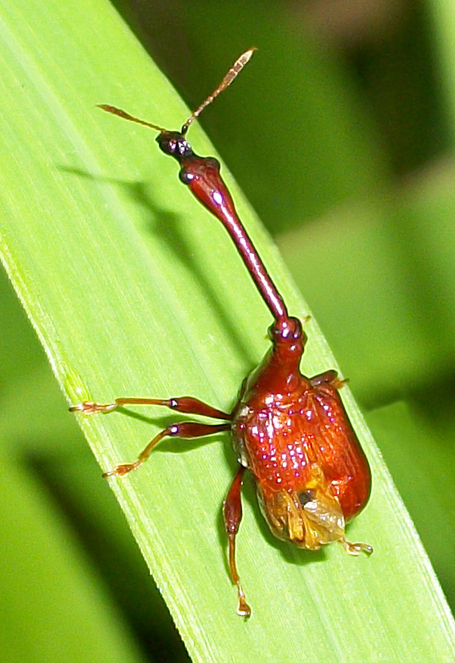

## Chi chọn lọc
- Apoderus
- Auletobius
- Euops
- Trachelophorus